# Fullback (rugby)

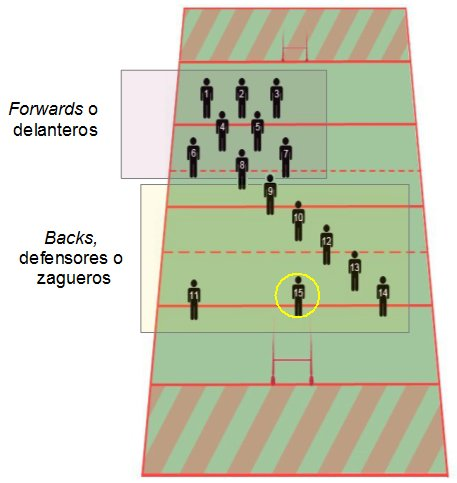
El fullback un defensor o back que se ubica como último jugador, habitualmente con el número 15.

Fullback (en España zaguero) es la denominación que recibe una posición en un equipo de rugby union (15 jugadores). El fullback integra el grupo de zagueros o backs, ubicándose como último jugador en el centro del equipo. Habitualmente es el jugador que lleva el número 15. En inglés se denomina full back y en francés se denomina arrière.

## Características
Para ocupar esta posición se deben reunir ciertas cualidades específicas: ya que es el último jugador en detener el contraataque del rival debe ser un buen tackleador. Por lo general, desde posiciones defensivas utiliza mucho el juego aéreo ejecutando muchas patadas (en inglés kicks) por lo que también debe ser buen pateador. Asimismo, debe ser un buen receptor ya que suele ser la persona encargada de recoger las pelotas pateadas por el apertura y zaguero contrario. Otro atributo que debe tener un zaguero es una velocidad bien desarrollada, para crear superioridad en el ataque de su línea de tres cuartos, es el factor sorpresa así, como para poner en juego a sus compañeros tras patear la pelota.
En acciones de ataque puede incorporarse a la línea en diferentes posiciones para colaborar en el juego a la mano, siendo habitual que uno de los wings, el del lado cerrado o ciego, ocupe su posición momentáneamente.

## Mejores fullbacks de la historia

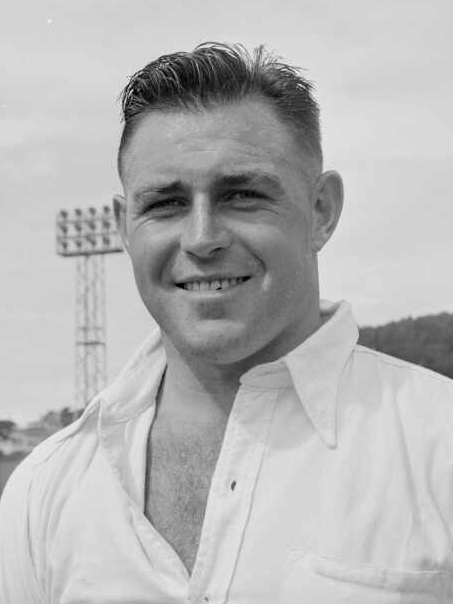
Don Clarke, el mejor de la historia.

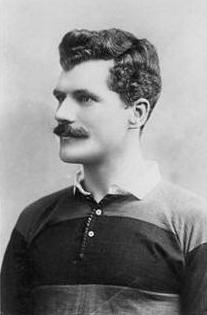
Arthur Gould, el primero que sobresalió.

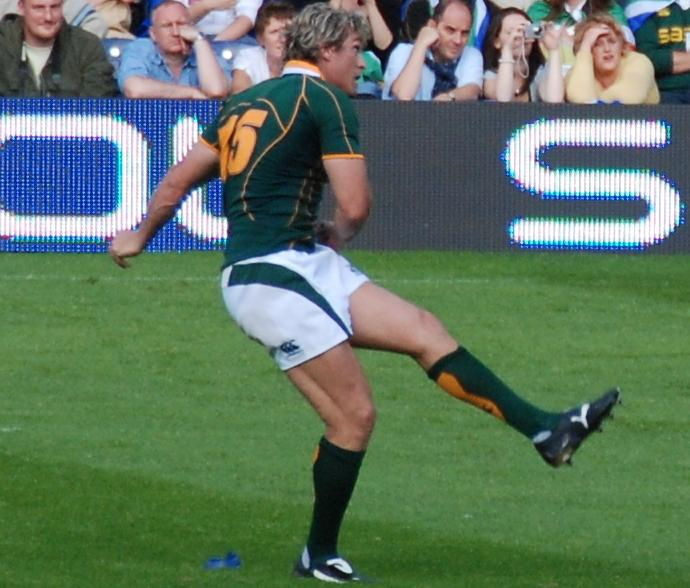
Percy Montgomery, el mejor de los 2000.

El orden está dispuesto según la habilidad. Se indica la nacionalidad deportiva, años como internacional, detalles relevantes y si son miembros del World Rugby Salón de la Fama.

### Centenarios
- Don Clarke (1956–1964).
- J. P. R. Williams (1969–1981).
- Tom Kiernan (1960–1973).
- Pierre Villepreux (1967–1972).
- Andy Irvine (1972–1982).
- George Nepia (1924–1930).
- Pierre Albaladejo (1954–1964).
- Arthur Gould (1885–1897).
- Joe Warbrick (1884–1889).

### Años 1980
- Serge Blanco (1980–1991): mejor jugador histórico de Les Bleus (WR Salón).
- Johan Heunis (1981–1989): perteneciente a la Generación perdida de los Springboks.
- Roger Gould (1980–1987).
- Hugo MacNeill (1981–1988): jugó una gira con los British and Irish Lions.
- Anthony Gallagher (1986–1989): campeón del Mundo en Nueva Zelanda 1987.

### Años 1990
- Gavin Hastings (1986–1995): jugó dos giras con los British and Irish Lions (WR Salón).
- Matt Burke (1993–2004): campeón del Mundo en Gales 1999.
- André Joubert (1989–1997): campeón del Mundo en Sudáfrica 1995.
- Jonathan Webb (1987–1993).
- Gareth Rees (1986–1999) (WR Salón).

### Años 2000
- Percy Montgomery (1997–2008): campeón del Mundo en Francia 2007.
- Mils Muliaina (2003–2011): campeón del Mundo en Nueva Zelanda 2011.
- Mike Catt (1994–2007): campeón del Mundo en Australia 2003.
- Ignacio Corleto (1998–2007).
- Clément Poitrenaud (2001–2012).

### Años 2010
- Israel Dagg (2010–2017): campeón del Mundo en Nueva Zelanda 2011.
- Israel Folau (2013–2019).
- Leigh Halfpenny (2008–): jugó tres giras con los British and Irish Lions.
- Ben Smith (2009–2019): campeón del Mundo en Inglaterra 2015.
- Patrick Lambie (2010–2016)
- Stuart Hogg (2012-2023)
- Willie le Roux (2013-): campeón del Mundo en Japón 2019 y Francia 2023
- Damian McKenzie (2016-)